# Peperomia japonica
Peperomia japonica är en pepparväxtart som beskrevs av Tomitaro Makino. Peperomia japonica ingår i släktet peperomior, och familjen pepparväxter. Inga underarter finns listade i Catalogue of Life.